# FC Sorki Krasnogorsk (Frauen)
Der FK Sorki Krasnogorsk ist ein russischer Frauenfußballverein aus Krasnogorsk. Die erste Mannschaft spielt in der höchsten russischen Liga.

## Geschichte
Nach seiner Gründung im Jahr 2006 stieg die erste Mannschaft 2008 in der dritthöchsten russischen Liga ein und beendete diese auf dem fünften Rang. In der folgenden Saison stieg die Mannschaft in die zweithöchste Liga auf. 2010 beendete man diese auf dem ersten Rang der westlichen Liga und stieg durch den Sieg der Play-off-Gruppe um den Aufstieg in die erste Liga auf. Direkt in der ersten Saison im russischen Oberhaus konnte man sich mit dem zweiten Rang für die UEFA Women’s Champions League qualifizieren, in welcher man in der Premierensaison das Achtelfinale erreichen konnte. Dasselbe Ergebnis konnte man auch in der folgenden Europapokalsaison erzielen. In der Saison 2012/13 gewann die Mannschaft zum ersten Mal die russische Frauenmeisterschaft. Vor Beginn der Saison 2015/16 zog sich die Mannschaft zurück. 

## Erfolge
Russischer Frauenfußballmeisterschaft:

- Meister: 2013
- 2. Platz: 2012, 2014

Russischer Frauenfußballpokal:

- Finalist: 2012

UEFA Women’s Champions League:

- Viertelfinale: 2013, 2014